# Malpractice (album)
Pour les articles homonymes, voir Malpractice.
Albums de Redman
Doc's da Name 2000
(1998) Red Gone Wild
(2007)
Singles
1. Let's Get Dirty (I Can't Get in da Club)
Sortie : 1er mai 2001
2. Smash Sumthin'
Sortie : 3 juillet 2001

Malpractice est le cinquième album studio de Redman, sorti le 22 mai 2001.
Cet album, publié deux ans après sa collaboration avec Method Man pour Blackout!, s'est classé 1er au Top R&B/Hip-Hop Albums et 4e au Billboard 200. Il a été certifié disque d'or par la RIAA le 21 juin 2001.

## Liste des titres
| No  | Titre                                                                                          | Auteur                                                                     | Contient un (des) sample(s) de        | Durée |
| --- | ---------------------------------------------------------------------------------------------- | -------------------------------------------------------------------------- | ------------------------------------- | ----- |
| 1.  | Roller Coaster Malpractice (Intro) (Produit par Adam F et Da Mascot)                           | R. Noble, A. Fenton et G. Forbes                                           |                                       | 1:41  |
| 2.  | Diggy Doc (Produit par Erick Sermon)                                                           | R. Noble, E. Sermon, T. Curry et G. Clinton Jr.                            | The D.O.C. & the Doctor de The D.O.C. | 1:56  |
| 3.  | Lick a Shot (Produit par Erick Sermon)                                                         | R. Noble et E. Sermon                                                      |                                       | 3:38  |
| 4.  | Let's Get Dirty (I Can't Get In Da Club) (featuring DJ Kool – Produit par Rockwilder)          | R. Noble, J. Bowman et D. Stinson                                          | Let Me Clear My Throat de DJ Kool     | 3:56  |
| 5.  | WKYA (Drop) (Produit par Da Mascot)                                                            |                                                                            |                                       | 2:04  |
| 6.  | 2-Way Madness (Skit) (Produit par Da Mascot)                                                   |                                                                            |                                       | 1:30  |
| 7.  | Real Niggaz (featuring Icarus, Mally G, Scarface et Treach – Produit par Erick Sermon)         | R. Noble, B. Jordan, A. Kriss, N. Phillips, J.C. Phillips et E. Sermon     |                                       | 5:15  |
| 8.  | Uh-Huh (Produit par Saukrates)                                                                 | R. Noble et A. Wailoo                                                      |                                       | 3:44  |
| 9.  | Da Bullshit (featuring Icarus – Produit par Erick Sermon)                                      | R. Noble, N. Phillips et E. Sermon                                         |                                       | 4:23  |
| 10. | Who Wants to Fuck a Millionaire (Skit) (Produit par Da Mascot)                                 | Tanisha Green, Nadja Green Parker et Anitra Edmond                         |                                       | 2:55  |
| 11. | Enjoy Da Ride (featuring Method Man, Saukrates et Streetlife – Produit par Diverse)            | R. Noble, C. Smith, P. Charles, A. Wailoo et W. Stewart                    |                                       | 4:14  |
| 12. | Jerry Swinger Stickup (Skit) (Produit par Da Mascot)                                           |                                                                            |                                       | 3:31  |
| 13. | J.U.M.P. (Produit par Erick Sermon)                                                            | R. Noble et E. Sermon                                                      |                                       | 3:49  |
| 14. | Muh-Fucka (Produit par DJ Twinz)                                                               | R. Noble, R. Grant, W. Lovette, J. Moore, C. Redd, C. Truesdale et K. Nash |                                       | 3:20  |
| 15. | Bricks Two (featuring D-Don, Double O, Roz, Shooga Bear et Pacewon – Produit par Erick Sermon) | R. Noble, E. Sermon                                                        |                                       | 5:21  |
| 16. | Wrong 4 Dat (featuring Keith Murray – Produit par Erick Sermon)                                | R. Noble, K. Murray, E. Sermon                                             |                                       | 2:43  |
| 17. | Judge Juniqua (Skit)                                                                           | Tanisha Green, Nadja Green Parker et Shaunta Clark                         |                                       | 2:16  |
| 18. | Dat Bitch (featuring Missy Elliott – Produit par Da Mascot)                                    | R. Noble, M. Elliot, G. Shury, B.T. Green                                  | Devil's Gun de C.J. & Co.             | 3:54  |
| 19. | Doggz II (featuring DMX – Produit par Da Mascot)                                               | R. Noble, E. Simmons, G.M. Shider, D.L. Spradley et G. Clinton Jr.         |                                       | 4:42  |
| 20. | Whut I'ma Do Now (Produit par Rockwilder)                                                      | R. Noble et D. Stinson                                                     |                                       | 4:47  |
| 21. | Soopaman Luva 5 (Part I) (Produit par Erick Sermon)                                            | R. Noble, E. Sermon et C. Mayfield                                         | He's a Fly Guy de Curtis Mayfield     | 2:14  |
| 22. | Soopaman Luva 5 (Part II) (Produit par Da Mascot)                                              | R. Noble                                                                   |                                       | 3:20  |
| 23. | Smash Sumthin' (Produit par Adam F et DJ Destruction)                                          | R. Noble et A. Fenton                                                      | O Verona (Reprise) de Craig Armstrong | 3:35  |